# Stoliarov (Krasnodar)
|  | Per a altres significats, vegeu «Stoliarov». |

Stoliarov - Столяров (rus) - és un khútor del krai de Krasnodar, a Rússia. Es troba a la vora esquerra del riu Urup, afluent del Kuban, davant d'Udóbnaia, a 19 km al sud d'Otràdnaia i a 223 km al sud-est de Krasnodar. Pertany a l'stanitsa d'Udóbnaia.